# Молитве на језеру (ТВ филм)
„Молитве на језеру” је југословенски ТВ филм из 1992. године. Режирао га је Драгослав Лазић а сценарио је написао Драгослав Лазић по делу Светог Николаја Велимировића.

## Улоге
| Глумац            | Улога |
| ----------------- | ----- |
| Симонида Ђорђевић |       |